# C.J. Gettys
Chanceler James Gettys (Findlay (Ohio), Estados Unidos, 25 de enero de 1994), es un jugador de baloncesto estadounidense. Con 2,13 metros de estatura, juega en la posición de pívot.

## Trayectoria
Formado académica y deportivamente en la Universidad de Carolina del Norte en Wilmington, situada en Wilmington, Carolina del Norte, formó parte de la plantilla de los UNC Wilmington Seahawks disputando la NCAA durante cuatro temporadas, desde 2012 a 2016. En su último universitario ingresaría en la Universidad Rutgers, situada en Nueva Jersey, para jugar durante la temporada 2016-17 la NCAA con los Rutgers Scarlet Knights. 
El 9 de junio de 2017, comenzó su carrera profesional en las filas del Cheshire Phoenix, equipo de la BBL, la máxima competición del Reino Unido, donde jugó durante dos temporadas. 
En la temporada 2019-20, firma por el Newcastle Eagles de la misma competición, donde logró ser MVP, el máximo anotador y el máximo asistente de la BBL.
En la temporada 2020-21, firma por el Toyoda Gosei Scorpions de la B.League japonesa, donde jugaría durante dos temporadas, realizando unos promedios 26.3 puntos, 12.7 rebotes y 4.1 asistencias en una media de 34 minutos jugados por partido. 
El 30 de septiembre de 2022, firma por el Força Lleida Club Esportiu de la Liga LEB Oro. El 20 de octubre de 2022, el jugador y el club leridano deciden separar sus caminos. El 26 de octubre de 2022, firma por el Singapore Slingers de la ASEAN Basketball League.